# Torre de Can Ratés
La Torre de Can Ratés és una antiga torre de defensa habilitada com a masia de Santa Susanna (Maresme) declarada bé cultural d'interès nacional.

## Descripció
La torre de can Ratés es coneix també com torre del Refugi. Està situada en el pati de la masia del mateix nom. Es tracta d'una torre de planta circular i base atalussada construïda amb pedra, que en algunes parts conserva l'arrebossat i l'emblanquinat. Les finestres, formades per pedres més grans, són allargades i estan distribuïdes de forma irregular. La torre està coronada amb una corsera rematada amb merlets esglaonats.

## Història
Santa Susanna es caracteritza per ser la població costanera de la comarca del Maresme que té més torres de vigía. Als segles XV i XVI hi havia amb molta freqüència atacs per part dels pirates. Aquestes torres servien per prevenir els atacs i també per defensar-se'n. Aquesta torre va ser construïda per Bartomeu Poch l'any 1584 al costat de la masia.
Possiblement, en el moment de la construcció de la torre, aquesta comunicaria amb la masia mitjançant un cos edificat, situat a l'alçada de la primera planta. Les ampliacions posteriors de la masia van suposar que aquest cos quedés integrat a les noves construccions que es lliuren a la torre.
El 1861 la finca fou adquirida per Josep Ratés, el baró de Ratés. El 1989 la va comprar l'Ajuntament de Santa Susanna, que el 2017 va promoure la restauració de la torre juntament amb la Diputació de Barcelona, sota la supervisió del Departament de Cultura de la Generalitat de Catalunya.